# Tetramorium adelphon
Tetramorium adelphon är en myrart som beskrevs av Bolton 1979. Tetramorium adelphon ingår i släktet Tetramorium och familjen myror. Inga underarter finns listade i Catalogue of Life.